# MUZA
El MUZA es un equipo de fútbol de Zambia que juega en la Primera División de Zambia, la primera categoría nacional.

## Historia
Fue fundado en el año 2007 en la ciudad de Mazabuka por idea del legislador Keith Bebeto Mweemba con el nombre Manchester United Zambian Academy Football Club, el cual cambiaron en 2019 por Maestro United Zambia Academy Football Club.
El club logra por primera vez el ascenso a la Primera División de Zambia en 2019 pero descendería tras una temporada. El club regresaría a la primera categoría en 2022, donde terminó en segundo lugar en su año de regreso, temporada en la que alcanzó la final de la Copa de Zambia por primera vez, que perdería 0-2 ante el Forest Rangers.
En 2023 tuvo su debut en un torneo continental cuando jugó en la Copa Confederación de la CAF 2023-24, donde fue eliminado en la segunda ronda por el Diables Noirs de República del Congo.

## Participación en competiciones de la CAF
| Temporada | Torneo                       | Ronda | Club               | Casa | Visita | Global |
| --------- | ---------------------------- | ----- | ------------------ | ---- | ------ | ------ |
| 2023/24   | Copa Confederación de la CAF | 1     | Cano Sport Academy | 3-0  | 1-1    | 4-1    |
| 2023/24   | Copa Confederación de la CAF | 2     | Diables Noirs      | 1-2  | 0-2    | 1-4    |